# Balam-Agab
Balam-Agab o B'alam Agab es un personaje de la mitología maya. Su nombre significa (balam, jaguar y agab, noche) "el jaguar de la noche" o "el jaguar nocturno", fue el segundo de los hombres creado a partir del maíz, después del Gran Diluvio enviado por el dios Huracán para repetir la Tierra. Los otros tres hermanos, también creados de maíz, fueron Iquib Balam ("el jaguar de la Luna" o "el jaguar lunar"), Balam Quitzé ("el jaguar que ríe" o "el jaguar con la dulce sonrisa"), y Mahukutah ("el que está sentado"). Se había casado con Choimha, la mujer creada específicamente para este propósito.
Se le representa como un hombre vistiendo una piel de jaguar de color negro y azul.